# Supernova par production de paires
 (janvier 2011).
Si vous disposez d'ouvrages ou d'articles de référence ou si vous connaissez des sites web de qualité traitant du thème abordé ici, merci de compléter l'article en donnant les références utiles à sa vérifiabilité et en les liant à la section « Notes et références ».
Une supernova par production de paires est une théorie établie à la fin des années 1960 par Z. Barkat et ses collaborateurs, ainsi que Gary S. Fraley. Elle concernerait les étoiles particulièrement massives, excédant au moins 140 masses solaires.
Contrairement aux supernovas 'classiques' qui résultent soit d'un effondrement gravitationnel du cœur de l'étoile, soit d'une réaction thermonucléaire liée à une trop grande 'vampirisation' des couches externes d'une étoile par une naine blanche voisine, le déclencheur de la supernova par production de paires serait issu d'une réaction d'annihilation entre les électrons et leurs antiparticules.
En effet, les étoiles de plus de 140 masses solaires induisent des caractéristiques précises : si la couche externe est énorme, le cœur de l'étoile, lui, serait beaucoup moins dense et très riche en oxygène. En conséquence, les photons émis par l'étoile dans le cœur peuvent interagir avec les noyaux des atomes pour former des paires électrons-positrons lesquels s'annihilent mutuellement.
Plus précisément, au niveau atomique, en interagissant avec la force de Coulomb au voisinage d'un noyau atomique, l'énergie du photon gamma incident peut spontanément être convertie en masse sous la forme d'une paire électron-positron. La production d'une telle paire nécessite une énergie supérieure à la masse au repos des particules qui la composent, soit 1,022 MeV : l'énergie excédentaire est transférée sous forme d'énergie cinétique à la paire formée ainsi qu'au noyau de l'atome.
L'électron produit, qui est souvent appelé électron secondaire, est hautement ionisant.
Quant au positron, très ionisant aussi, il possède une très courte durée de vie dans la matière : 10-8 seconde, car dès qu'il est à peu près arrêté, il se combine avec un autre électron ; la masse totale de ces deux particules est alors convertie en deux photons gamma de 0,511 MeV chacun.

## Supernova à instabilité de paire
Les électrons (positrons) produits par les processus précédemment exposés, produisent beaucoup d'ionisations, qui les ralentissent jusqu'à la fin de leur parcours, où les positrons s'annihilent. 

Cela crée une instabilité au sein de l’étoile qui aboutirait à une explosion de type thermonucléaire qui disloque toute l’étoile et ne laisse pas de ‘vestige’ derrière elle.
En effet, lorsque la création de matière et d’antimatière selon ce processus devient importante, la pression du flux de photons gamma sur les couches de l’étoile devient insuffisante pour s’opposer à sa contraction sous l’effet de sa propre gravité. Or, cette même contraction va augmenter le taux des réactions nucléaires en chauffant le cœur de l’étoile. La production de photons gamma créateurs d’antimatière va encore être accrue et le processus devient instable. Il s'emballe. De fait, la température ne va cesser de s'élever et, en très peu de temps, le cœur de l’étoile va exploser en convertissant sa matière en noyaux lourds. Il se produit alors une supernova baptisée "Pair Instability Supernovae" (PISNe), supernova à instabilité de paire, ne laissant aucun astre compact derrière elle.
La puissance d'une telle supernova serait vraiment exceptionnelle. Elle doit surpasser celle d’une supernova normale et s’accompagner de la production d’une grande quantité de nickel radioactif en plus d’une grande quantité de matière éjectée.

### Candidates possibles
- La supernova SN 2006gy, observée en avril 2006, fut d'emblée remarquable car au vu de l'énergie dégagée, elle constitue l'explosion stellaire de l'étoile la plus massive connue à ce jour. En conséquence, elle constitue un bon candidat qui permettrait d'établir, par l'observation, la validité de cette théorie.
- En décembre 2009, l'astronome Gal-Yams apporta des éléments étayant la possibilité pour que la supernova SN 2007bi serait la preuve de ce type de supernova par paires. En effet, elle fut particulièrement brillante et surtout son éclat a duré plusieurs mois – alors que les supernovas dites gravitationnelles se manifestent beaucoup plus brièvement.
- La supernova SN 2016iet est quant à elle très certainement une supernova à instabilité de paires[2].

## Galerie

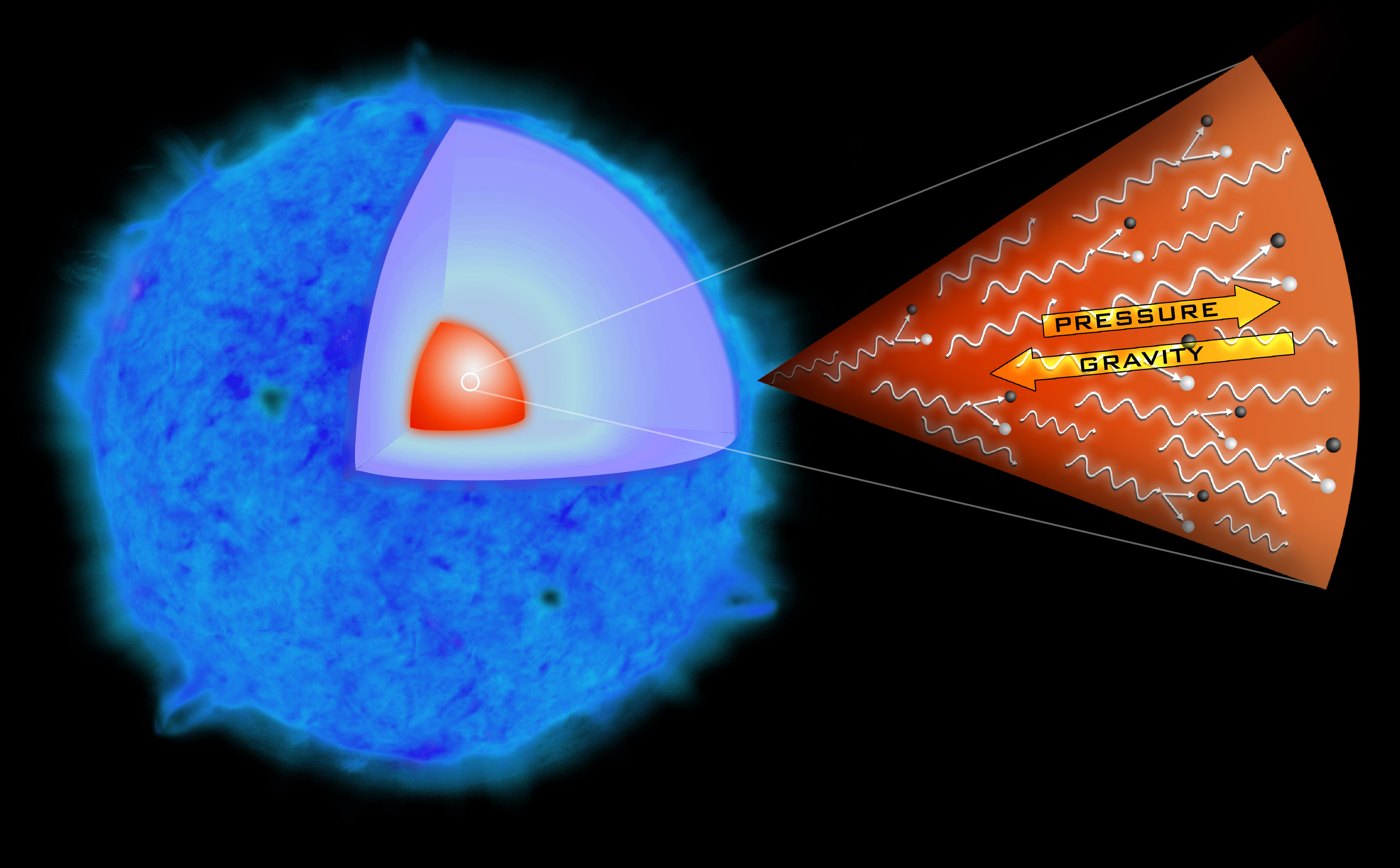
Interprétation théorique des supernovas par production de paires.
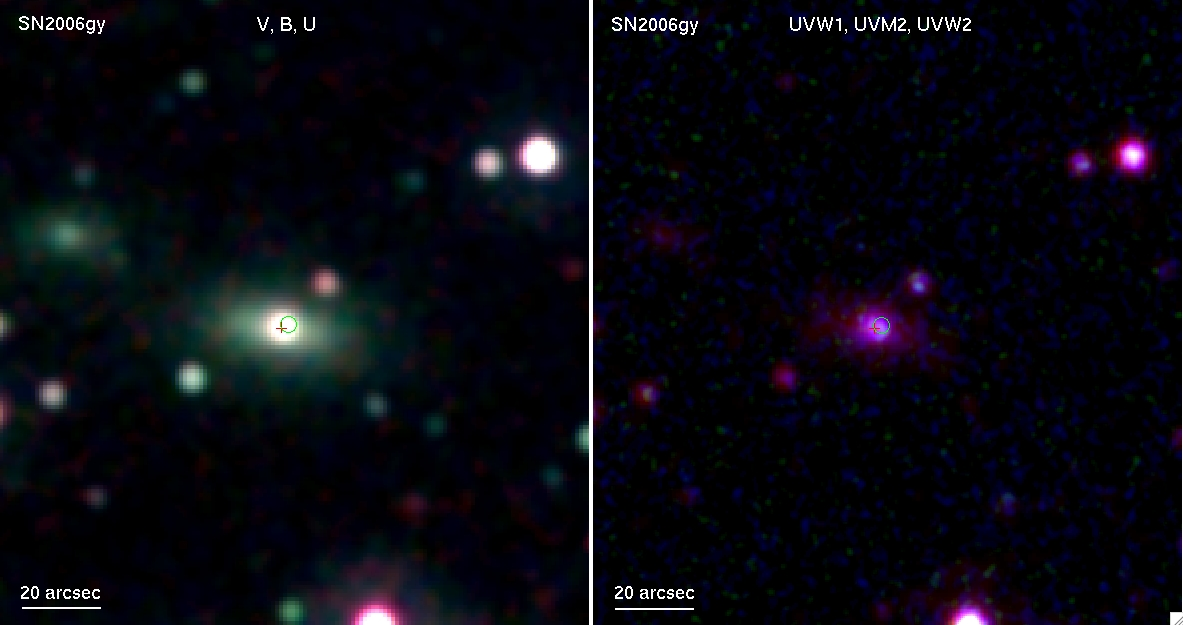
Détection télescopique de SN2006gy
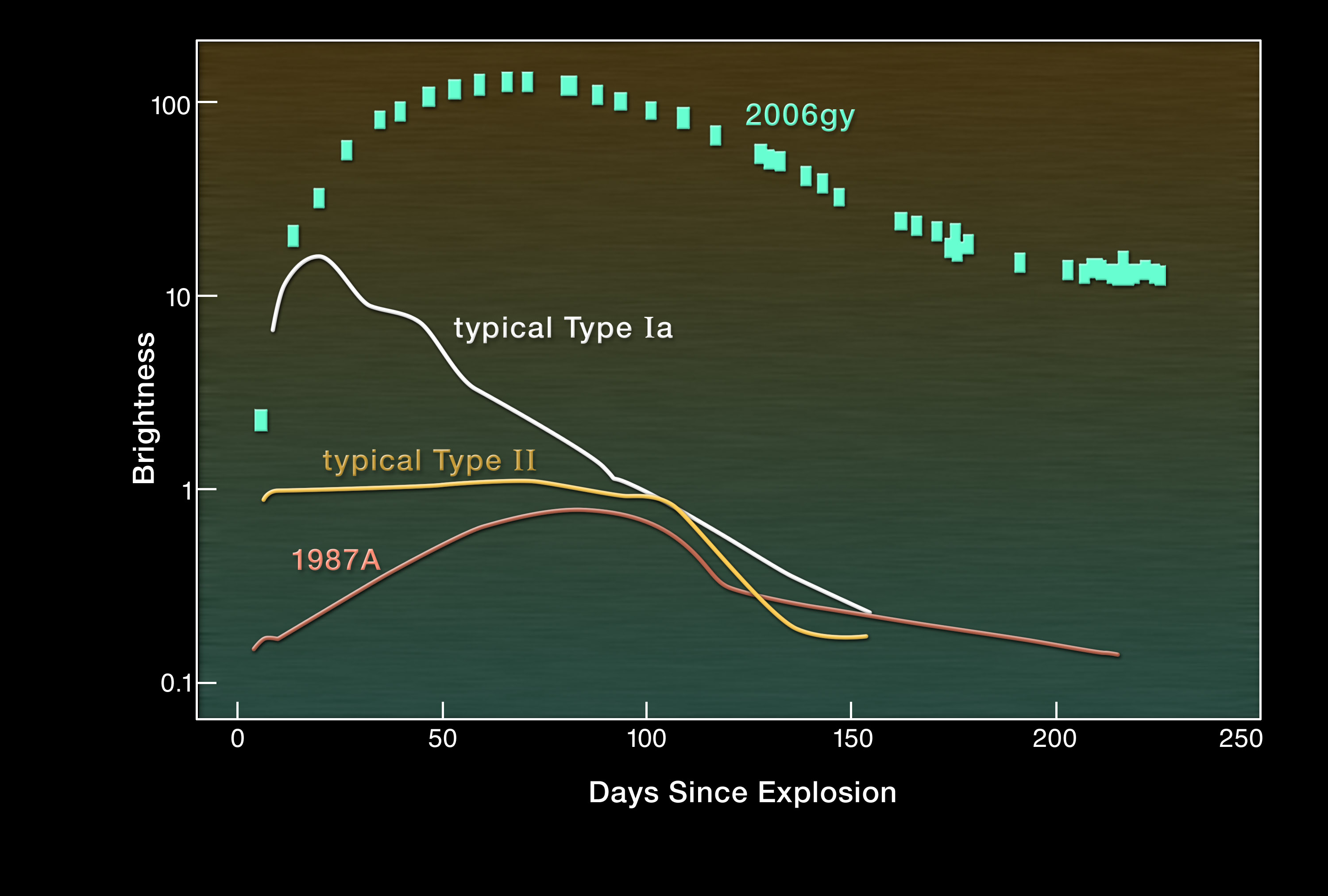
Courbe de luminosité de SN2006gy